# Castro Calbo

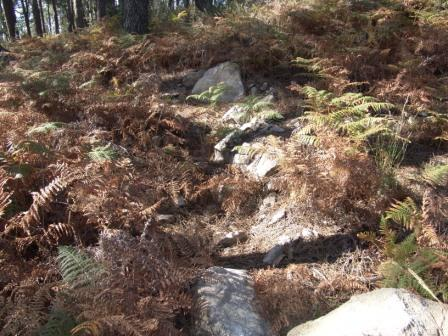
Vestígio de construção no Castro Calbo

O Castro Calbo é uma construção fortificada do período pré-romano na freguesia de Cesar, Oliveira de Azeméis, Portugal.
Este local arqueológico vem citado em diversos documentos até à Baixa Idade Média.
Até há poucos anos eram visíveis os muros de algumas antigas construções circulares, porém, a vegetação actual e o abandono total em que o local se encontra não permite já vislumbrar a implantação das antigas casas.
Este importante castro, que ocupa o planalto da serra do Pinheiro ou "monte Calbo", faz parte de uma rede de castros e fortificações que se conhecem na região "Terras de Santa Maria", sendo actualmente o mais conhecido o Castro de Romariz em Romariz, Santa Maria da Feira havendo nos montes vizinhos referências e sinais de dolmens e mamoas.